# 付加価値再販業者
付加価値再販業者（ふかかちさいはんぎょうしゃ、Value-added-reseller、VAR）とは、既存のハードウェアやソフトウェアにいくつかの機能を付加価値として追加し、製品として（主にエンドユーザーに対して）再販する業者のことである。この実例は電機産業でよく見られる。例として、既存のハードウェアにアプリケーションソフトウェアが追加されることがあげられる。
この付加価値にはシステムインテグレーション、カスタマイズ、コンサルティング、トレーニング、翻訳のような知的労働から来るものもある。また、製品の特化した用途を顧客のニーズに適した新製品として再販するように開発することからもくる。
この用語はコンピュータ産業において、企業がコンピュータ部品を購入して完全に稼動するパーソナルコンピュータとして組み立てる際などによく使われる。こうすることによって、企業はコンピューター部品のコストに価値を付加して再販することができる。顧客は再販業者からコンピュータを買うことで時間を節約できる、もしくは、部品を自分自身で組み立てる必要がなくなる。